# Rupa & the April Fishes
Rupa & the April Fishes ist eine Band aus San Francisco, USA.
Die Gruppe ordnet sich selbst bei Stilrichtungen wie Folk Rock, Latin und Fusion ein und nennt als weitere musikalische Einflüsse Gypsy-Jazz, Tango und französisches Chanson.
Der Name der Band (dt.: „Aprilfische“) leitet sich von dem französischen Ausdruck les poissons d'avril ab, was im Deutschen dem Aprilscherz entspricht. In Frankreich heftet man sich am 1. April gegenseitig heimlich Papierfische auf den Rücken.

## Geschichte

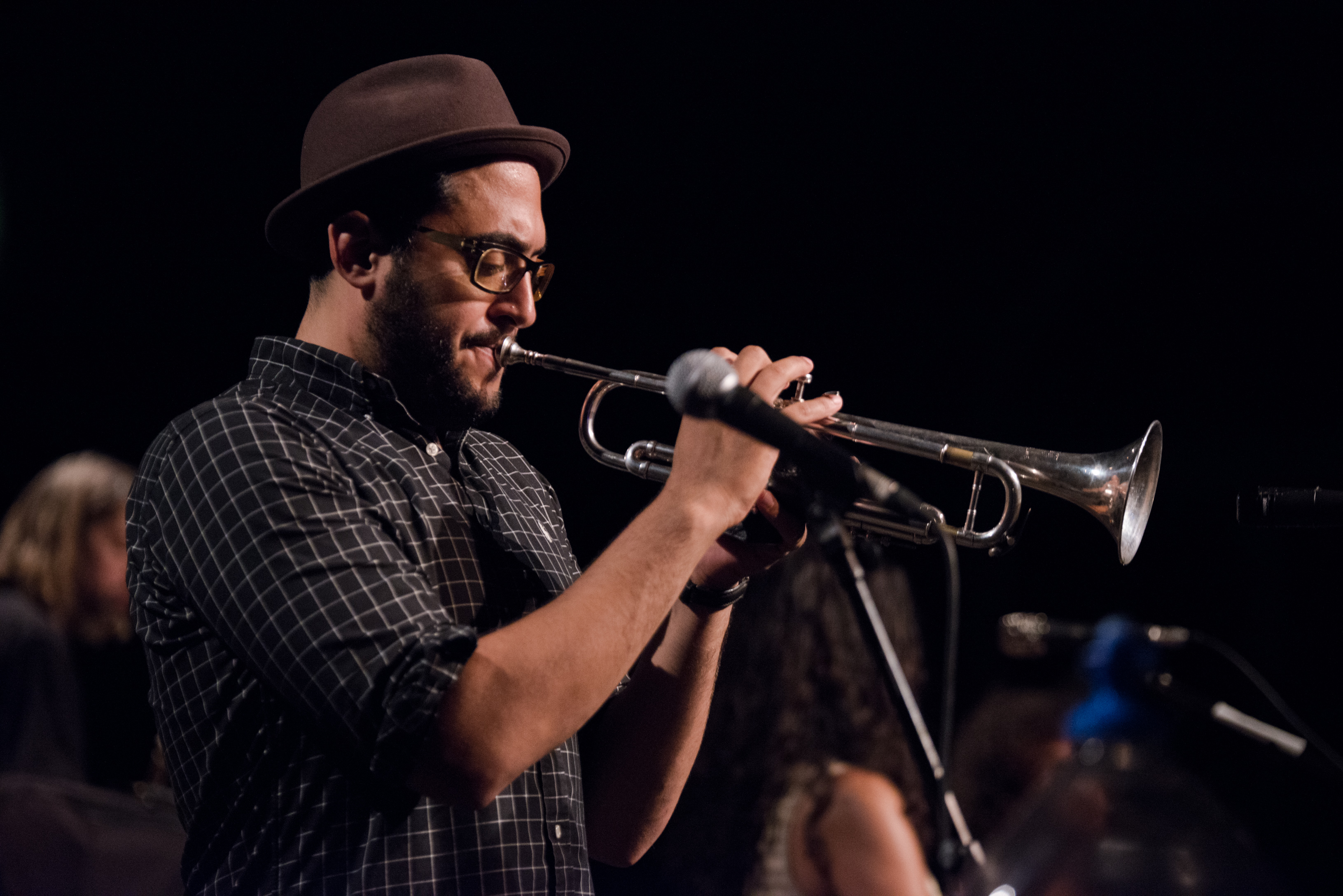
Mario Alberto Silva

Die indischstämmige US-Amerikanerin Rupa Marya wuchs in ihrer Kindheit zunächst bei den Großeltern im Punjab auf, ging später zur Schule in Aix-en-Provence in Frankreich. Nachdem sich ihre Familie in San Francisco niederließ, sammelte sie dort zunächst neben ihrem Medizinstudium mit selbst geschriebenen Songs solo in Clubs musikalische Erfahrungen. Als sie den Cellisten Ed Baskerville kennenlernte, traten sie gemeinsam auf. Nach und nach schlossen sich weitere Musiker an. Nach der EP La Pêcheuse („Die Fischerin“) 2006 erschien zwei Jahre darauf ihre offizielle Debüt-CD eXtraOrdinary rendition. Der Name des Albums bezieht sich auf die US-amerikanische Justiz-Praxis der außerordentlichen Auslieferung etwa von Terrorverdächtigen. 2009 kam mit Este Mundo („Diese Welt“) das zweite Album der Band heraus.

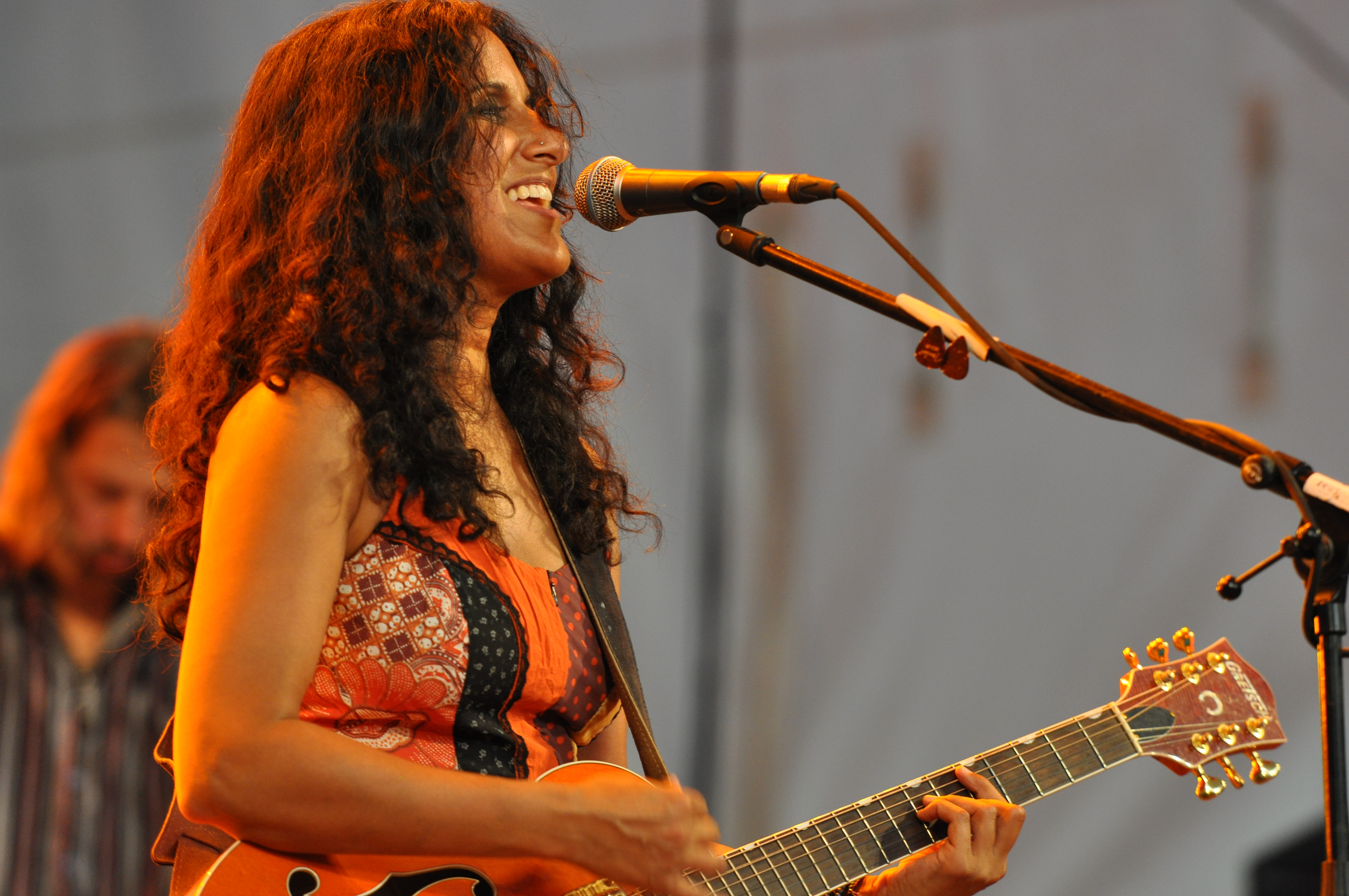
Rupa Marya 2014 beim Weltmusikfestival Horizonte auf der Festung Ehrenbreitstein in Koblenz

Auf dem Album Build aus 2012 singt Rupa, die die meisten Songs getextet und komponiert hat, die meisten Tracks auf Englisch, einige Stücke aber auch auf Französisch und auf Spanisch. Außerdem gibt es darauf eine Cover Version des Clash-Stücks Guns of Brixton, die der Rapper Black Nature von den Sierra Leone’s Refugee All Stars mitsingt. Auf ihrer Europa-Tournee kamen sie im November 2012 auch nach Berlin, Köln und Bochum. Das Titelstück Build („Aufbauen“) ist den indischen Bauern und dem Urban Gardening gewidmet. Das ungewöhnliche Cover-Artwork lässt sich fünfmal aufklappen und enthüllt darin ein Guckloch, um hindurchzuschauen auf ein Pflänzchen mit Wurzeln. Das Album wurde Album der Woche 47/2012 bei WDR Funkhaus Europa. Der Mestizo-Sound ist gemischt mit russischem Cello, Geige, Kora, Akkordeon und Samples von Menschen auf dem Tahrir-Platz in Kairo, in Chile und in Griechenland.

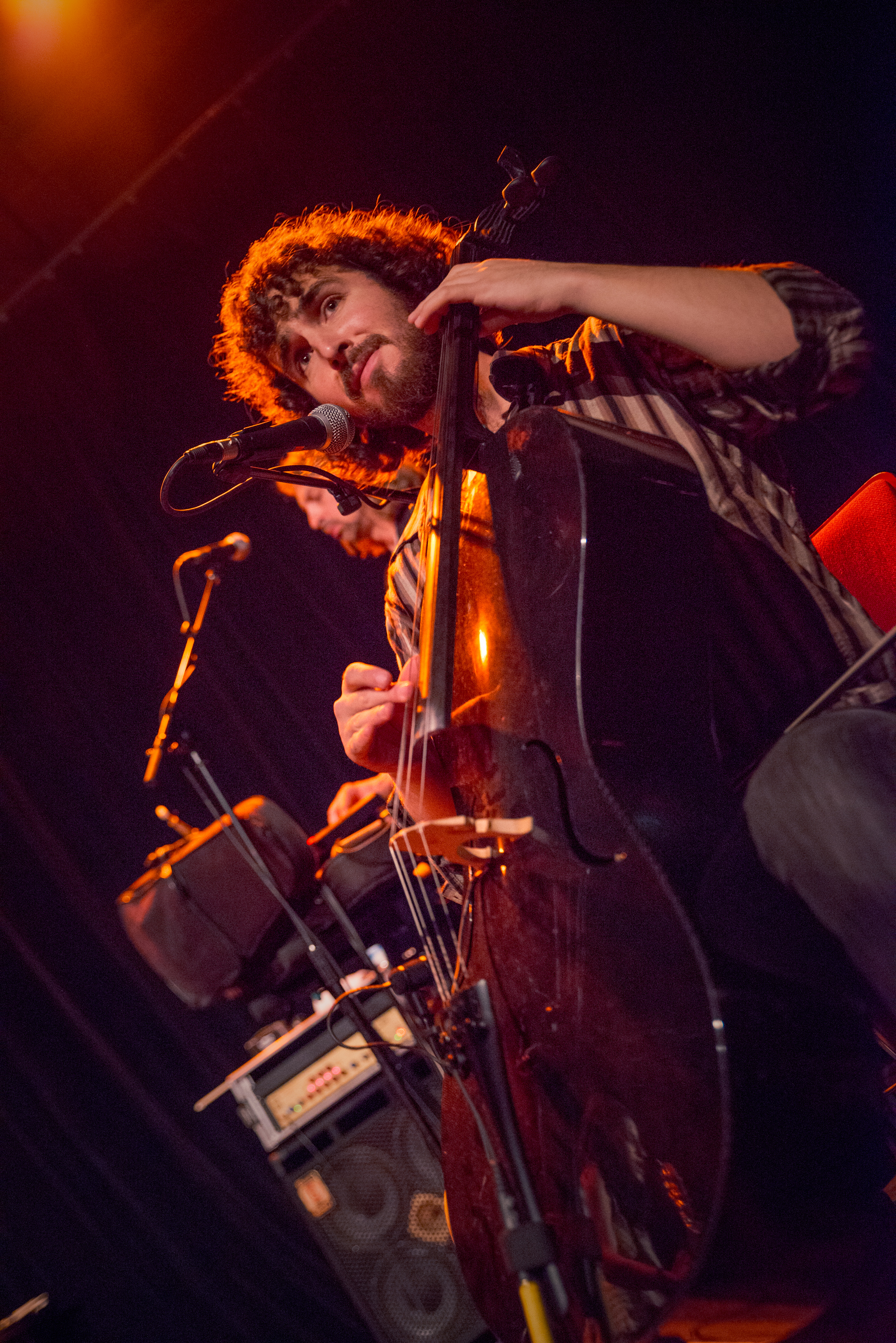
Misha Khalikulov

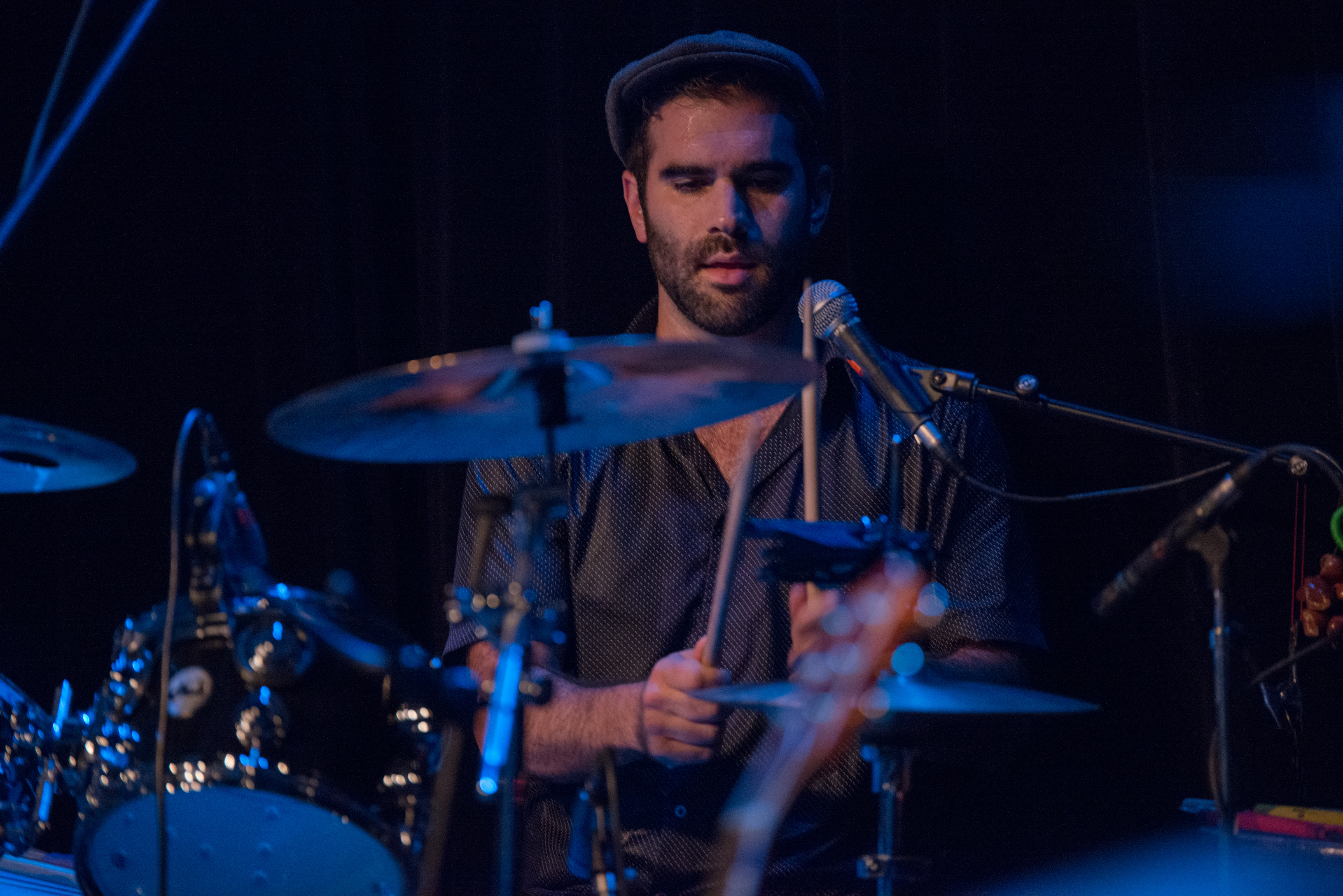
Aaron Kierbel

Für das Jahr 2013 plante die Ärztin und Musikerin Rupa ein Sabbatjahr vom Medizinerberuf, um sich ganz der Berufung Musik zu widmen.
Das im September 2015 erschienene Album OVAL enthält neben 2 neuen Songs 6 neu arrangierte ältere Stücke und wird zunächst exklusiv über iTunes und auf kommenden Konzerten vertrieben.

## Diskografie
- La Pêcheuse, EP (2006)
- eXtraOrdinary rendition (2008, Cumbancha/ Harmonia mundi distribution)
- Este Mundo (2009, Cumbancha)
- Build (2012, Electric Gumbo Radio Music/Exil Vertrieb)
- Live at the Independent (2014, Electric Gumbo Radio Music)
- OVAL (2015, Electric Gumbo Radio Music)

## Auszeichnungen
- 2007: Preisträger des Masterminds-Programms der Zeitschrift San Francisco Weekly zur Unterstützung lokaler Künstler
- 2012: Album der Woche 47/2012 bei WDR Funkhaus Europa